# (5997) Dirac
(5997) Dirac es un asteroide perteneciente al cinturón de asteroides, región del sistema solar que se encuentra entre las órbitas de Marte y Júpiter, descubierto el 1 de octubre de 1983 por Antonín Mrkos desde el Observatorio Kleť, České Budějovice, República Checa.

## Designación y nombre
Designado provisionalmente como 1983 TH. Fue nombrado Dirac en homenaje a Paul Adrien Maurice Dirac, físico teórico inglés y premio Nobel, conocido por su trabajo en mecánica cuántica, por su teoría del electrón giratorio y su predicción de la existencia del positrón.

## Características orbitales
Dirac está situado a una distancia media del Sol de 2,209 ua, pudiendo alejarse hasta 2,592 ua y acercarse hasta 1,826 ua. Su excentricidad es 0,173 y la inclinación orbital 7,550 grados. Emplea 1199,71 días en completar una órbita alrededor del Sol.

## Características físicas
La magnitud absoluta de Dirac es 13,9. 